# Concerten voor het volk van Kampuchea
De Concerten voor het volk van Kampuchea ofwel Concerts for the People of Kampuchea was een serie benefietconcerten met een reeks internationaal bekende pop- en rock-acts, waaronder Queen, The Clash, The Pretenders, The Who, Elvis Costello, Wings, die in december 1979 plaatsvonden in de Hammersmith Odeon in Londen om geld in te zamelen voor de slachtoffers van het door de oorlog met Vietnam en het schrikbewind van de Rode Khmer getroffen Cambodja. Het evenement werd georganiseerd door Paul McCartney en Kurt Waldheim.
Het laatste concert was het laatste concert van Wings. Een album en ep werden uitgebracht in 1981 en een selectie van de opnamen van de concerten werd uitgebracht als de film  Concert for Kampuchea.
Rockestra was een door McCartney geleide supergroep van minstens 30 Engelse artiesten.